# Iberospondylus schultzei
L'iberospondilo (Iberospondylus schultzei) è un anfibio estinto, appartenente ai temnospondili. Visse nel Carbonifero superiore (circa 320 milioni di anni fa) e i suoi resti sono stati ritrovati in Spagna.

## Descrizione
Questo animale, lungo circa un metro, possedeva un corpo robusto e forte, con quattro corte zampe e una lunga coda. Il cranio era triangolare e appiattito, e possedeva una dentatura costituita da numerosi denti aguzzi. Sul cranio erano presenti i canali della linea laterale, che indicano un tipo di vita acquatico. In generale, l'iberospondilo era piuttosto simile a una grande salamandra, e la forma del corpo anticipava quella dei successivi temnospondili come Eryops.

## Classificazione
I tratti primitivi del cranio e dello scheletro indicano che questo animale ricopriva una posizione basale all'interno del grande gruppo dei temnospondili. Probabilmente l'iberospondilo è ascrivibile agli edopoidi, un gruppo di anfibi predatori dalle caratteristiche antiquate, che sopravvissero fino al Permiano superiore.

## Stile di vita
Al contrario della maggior parte degli edopoidi, l'iberospondilo possedeva i canali della linea laterale notevolmente sviluppati. Questa caratteristica, di solito, è strettamente correlata con un habitat di tipo acquatico. I resti di Iberospondylus, inoltre, sono stati rinvenuti in sedimenti marini, perfettamente articolati fra loro. Ciò significherebbe che l'iberospondilo frequentava le acque basse di ambiente costiero. Vi sono altri esempi di anfibi fossili dalle abitudini marine (Trematosauroidea), ma l'iberospondilo dimostra che questo habitat era già stato conquistato molti milioni di anni prima di quanto si pensasse, e porterebbe a spiegare come mai i tetrapodi del Devoniano riuscirono a colonizzare così tante terre in così breve tempo.